# Bugatti EB110
Bugatti EB110 je supersportovní automobil, dvoumístné kupé s motorem uprostřed a stálým pohonem všech kol, vyráběný firmou Bugatti Automobiles, odkazující na původní francouzskou firmu Bugatti. Jeho nástupcem se stal Bugatti Veyron. Označení EB110 je poctou zakladateli původní firmy Ettore Bugattimu.

## Vznik
Bugatti EB110 byl prvním vozem v roce 1989 nově založené společnosti Bugatti Automobili SpA, jejíž zakladatel, finanční makléř Romano Artioli v roce 1987 získal práva k používání značky „Bugatti“. EB110 byl představen 15. září 1991, v den 110. výročí narození Ettore Bugattiho a to současně na zámku ve Versailles a pod Velkým obloukem pařížské čtvrti La Défense. Automobil byl vyráběn od následujícího roku, byl tak od roku 1956 prvním automobilem nesoucím legendární značku. V roce 1995 však musela Bugatti Automobili SpA s celkem 300 vyrobenými exempláři EB110 vyhlásit konkurs a výroba byla zastavena. 
Známými majiteli vozu EB110 byli například Michael Schumacher (1994, vůz v jasně žluté barvě) nebo brunejský sultán Hassanal Bolkiah.
V roce 1997 koupil konkursní podstatu Jochen Dauer, majitel firmy Dauer Sportwagen. S ní získal nedokončená vozidla a velkou zásobu součástí nově vyvíjeného vozu Bugatti EB 110, který byl v poslední fázi vývoje. Protože ale práva k značce Bugatti získal mezitím koncern Volkswagen, byl nový vůz po technické stránce dále vyvíjen jako Dauer EB 110 SS, karoserie změněna nebyla. Dauer EB 110 SS byl představen v květnu 2001 v rámci Velké ceny Monaka seriálu vozů Formule 1, tentokrát ale jako model určený téměř výhradně pro severoamerický trh.

## Modely
Bugatti EB110 byl nabízen ve dvou variantách, jako Bugatti EB110 SS (SS zn. Super-Sport) a v komfortnější verzi Bugatti EB110 GT (GT značí Gran Turismo). EB110 SS bylo vyrobeno přibližně 220 exemplářů, EB110 GT kolem 70 kusů.

## Technické údaje

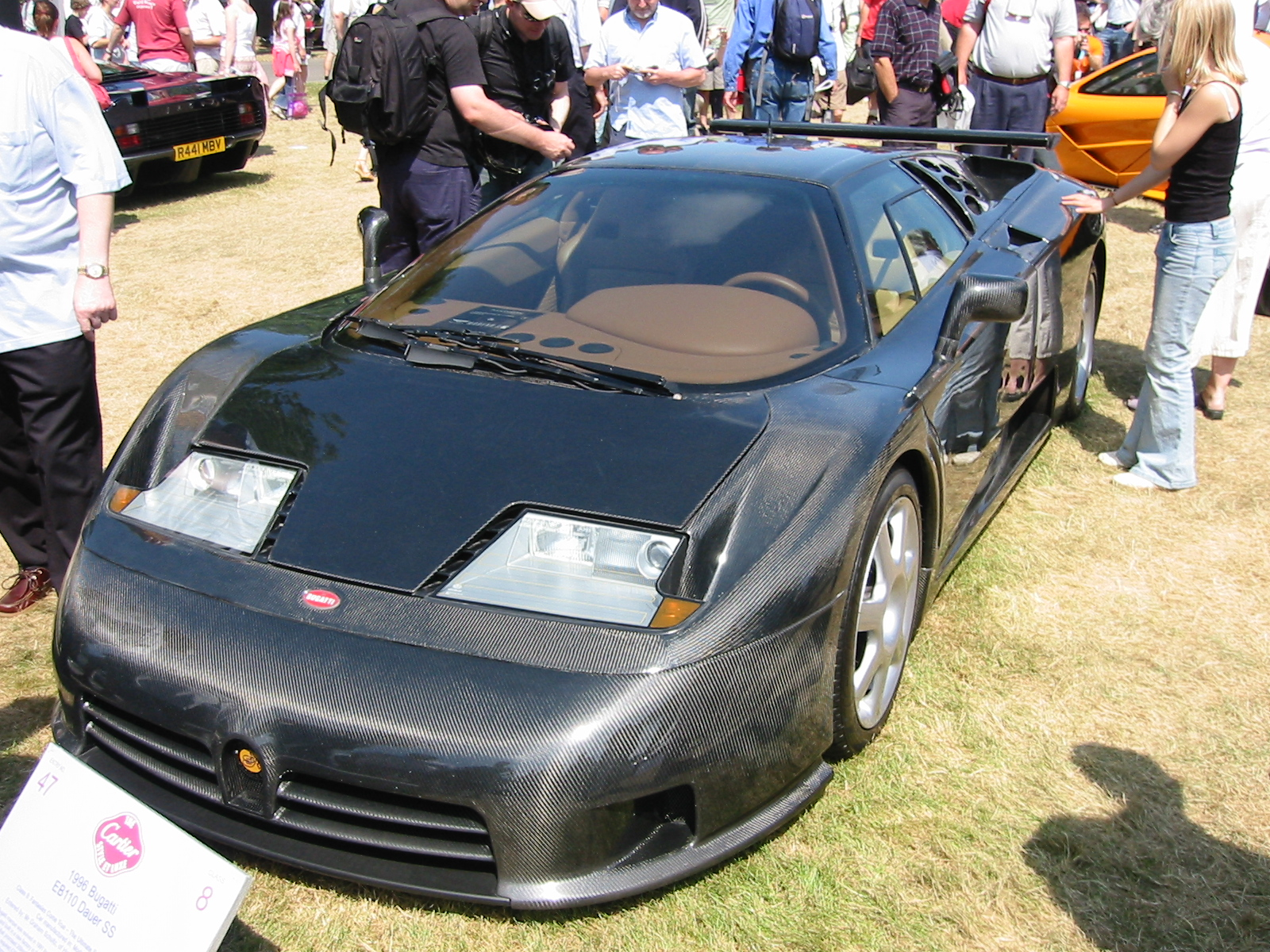
Bugatti EB110 Dauer SS

### Motory
Bugatti EB110 je vybaven přeplňovaným dvanáctiválcovým motorem do V, s pěti ventily na válec. Uložen byl podélně před zadní nápravou. Objem motoru je 3499 cm³ při vrtání 81 mm a zdvihu 56,6 mm. Jeho výkon je zvýšen čtyřmi turbodmychadly s mezichladičem chlazeného vzduchu. 
Kompresní poměr je 7,8 : 1. Při různých plnicích tlacích se výkon obou modelů liší
- Motor verze EB110 GT poskytuje 411 kW (560 koní) při 8000 ot/min s maximálním kroutícím momentem 611 Nm při 4200 U/min. Plnicí tlak tohoto motoru je 1,05 bar.
- Motor EB110 SS dává 450 kW (611 k) při 8250 ot/min a max. točivý moment 650 Nm při 4200 ot/min. Plnicí tlak je 1,2 bar.

Exportní varianta EB110 SS pro americký trh s osmi katalyzátory měla motor o výkonu 441 kW (600 k) při 8250 ot/min a maximální kroutící moment 626 Nm při 3750/min. Plnicí tlak byl 1,1 bar.
Výkon motoru na všechna kola je přenášen šestistupňovou převodovkou s přímým řazením a mezinápravovým diferenciálem s viskózní spojkou. Poměr rozložení výkonu je 27:73 %.

### Karosérie
Vůz má rovnoběžníkové nápravy. Podvozek sériového vozu vyvinutý společností Aérospatiale je převážně z uhlíkových vláken, u pěti prototypů byl celý z hliníku. Karosérie navržená turínským designérem Gandinim je z lehkých slitin, jakož i části podvozku. Dveře se otevírají nahoru. Při vyšších rychlostech se automaticky zvedá zadní spoiler sloužící k zvýšení přítlaku na zadní nápravu. Součinitel odporu vzduchu je 0,35.

### Jízdní vlastnosti
Na základě odlišných motorizacích se modely EB110 GT a EB110 SS odlišovaly i v jízdních výkonech.
EB110 GT s hmotností 1620 kg a výkonem 411 kW zrychloval z 0 na 100 km/h za 3,49 sekund a maximální rychlost byla 342 km/h, zatímco EB110 SS s hmotností 1570 kg a výkonem 450 kW zrychlil z 0 na 100 jen za 3,3 sekundy a dosahoval maximální rychlosti 351 km/h. Verze pro americký trh vážící mezi 1630 a 1735 kg zrychlila za 3,4 sekundy, max. rychlost byla 345 km/h.
Průměrná spotřeba EB110 se pohybuje mezi 27 až 30 litry na 100 km. Při maximální rychlosti motor spotřebuje přibližně jeden litr paliva na každý ujetý kilometr.